# Rami Kiwan
Rami Mofid Kiwan (bulgarisch Рами Мофид Киуан; * 3. Juni 2000 in Tscherwen Brjag, Oblast Plewen) ist ein bulgarischer Boxer im Halbmittelgewicht.

## Karriere
Kiwan gewann 2022 nach einer Finalniederlage gegen Gabrijel Veočić den Vizemeistertitel im Mittelgewicht bei der U22-Europameisterschaft in Poreč. Bei der Europameisterschaft 2022 in Jerewan verlor er im Achtelfinale gegen Gabriel Dossen und bei den Europaspielen 2023 in Krakau ebenfalls im Achtelfinale mit 2:3 gegen Wahid Abbasow. Bei der Weltmeisterschaft 2023 in Taschkent erreichte er nach einer Niederlage im Viertelfinale gegen Yoenli Hernández einen 5. Platz im Mittelgewicht.
Seinen bis dahin größten Erfolg erzielte er bei der Europameisterschaft 2024 in Belgrad, als er mit Siegen gegen Alexandru Buleu, Michał Jarliński, Remo Salvati und Dschambulat Bischamow den Europameistertitel im Mittelgewicht erkämpfte. Darüber hinaus konnte er sich beim 1. Olympiaqualifikationsturnier 2024 in Busto Arsizio mit siegreichen Kämpfen gegen Merven Clair, Salvatore Cavallaro, Syrgak Abdyzhapar und Wanderson de Oliveira einen Startplatz bei den Olympischen Spielen 2024 in Paris sichern. Bei Olympia schlug er Damian Durkacz und Shannan Davey, ehe er im Viertelfinale gegen Omari Jones ausschied.